# Mistrzostwa Świata Juniorów w Narciarstwie Alpejskim 2002
21. Mistrzostwa świata juniorów w narciarstwie alpejskim odbyły się w dniach 27 lutego - 3 marca 2002 r. we włoskim Tarvisio w regionie Friuli-Wenecja Julijska. Rozegrano 5 konkurencji dla kobiet i 4 dla mężczyzn. Zawody odbywały się w Tarvisio, Sella Nevea i Ravascletto. Pierwotnie mistrzostwa te miały odbyć się w Narwiku w Norwegii. W klasyfikacji medalowej triumfowała reprezentacja USA, której zawodnicy zdobyli 5 złotych i 2 srebrne medale. 

## Wyniki
| Pozycja | Zawodnik            | Narodowość | Czas    |
| ------- | ------------------- | ---------- | ------- |
|         | Adam Cole           | USA        | 1:26,85 |
|         | Mario Scheiber      | Austria    | 1:27,23 |
|         | Aksel Lund Svindal  | Norwegia   | 1:27,26 |
| 4.      | Jeremy Transue      | USA        | 1:27,33 |
| 5.      | Thomas Trojer       | Austria    | 1:27,53 |
| 6.      | Petter Søhøl Røring | Norwegia   | 1:27,70 |

| Pozycja | Zawodniczka       | Narodowość | Czas    |
| ------- | ----------------- | ---------- | ------- |
|         | Julia Mancuso     | USA        | 1:29,81 |
|         | Astrid Vierthaler | Austria    | 1:29,95 |
|         | Nicole Hosp       | Austria    | 1:30,56 |
| 4.      | Daniela Müller    | Austria    | 1:31,09 |
| 5.      | Kelly Vanderbeek  | Kanada     | 1:31,20 |
| 6.      | Maria Riesch      | Niemcy     | 1:31,36 |

| Pozycja | Zawodnik           | Narodowość | Czas    |
| ------- | ------------------ | ---------- | ------- |
|         | Peter Fill         | Włochy     | 1:25,02 |
|         | Aksel Lund Svindal | Norwegia   | 1:25,52 |
|         | Peter Struger      | Austria    | 1:25,52 |
| 4.      | Werner Elmer       | Szwajcaria | 1:25,60 |
| 5.      | Daniel Albrecht    | Szwajcaria | 1:25,75 |
| 6.      | Adam Cole          | USA        | 1:25,90 |

| Pozycja | Zawodniczka      | Narodowość | Czas    |
| ------- | ---------------- | ---------- | ------- |
|         | Maria Riesch     | Niemcy     | 1:27,54 |
|         | Daniela Müller   | Austria    | 1:28,55 |
|         | Kelly Vanderbeek | Kanada     | 1:28,64 |
| 4.      | Ellen Hild       | Niemcy     | 1:28,83 |
| 5.      | Julia Mancuso    | USA        | 1:28,87 |
| 6.      | Lindsey Kildow   | USA        | 1:29,00 |

| Pozycja | Zawodniczka       | Narodowość | Czas    |
| ------- | ----------------- | ---------- | ------- |
|         | Julia Mancuso     | USA        | 1:52,15 |
|         | Jessica Kelley    | USA        | 1:52,27 |
|         | Florence Roujas   | Francja    | 1:52,32 |
| 4.      | Alessia Pittin    | Włochy     | 1:52,93 |
| 5.      | Giorgia Lorenz    | Włochy     | 1:52,94 |
| 6.      | Tanya Bühler      | Szwajcaria | 1:53,02 |
| 6.      | Claudia Morandini | Włochy     | 1:53,02 |

| Pozycja | Zawodnik           | Narodowość | Czas    |
| ------- | ------------------ | ---------- | ------- |
|         | Steven Nyman       | USA        | 1:30,46 |
|         | Marc Berthod       | Szwajcaria | 1:30,73 |
|         | Aksel Lund Svindal | Norwegia   | 1:31,37 |
| 4.      | Alexander Koll     | Austria    | 1:31,66 |
| 5.      | Daniel Albrecht    | Szwajcaria | 1:31,77 |
| 6.      | Lars Elton Myhre   | Norwegia   | 1:31,90 |

| Pozycja | Zawodniczka          | Narodowość | Czas    |
| ------- | -------------------- | ---------- | ------- |
|         | Veronika Zuzulová    | Słowacja   | 1:36,54 |
|         | Maria Riesch         | Niemcy     | 1:36,68 |
|         | Sandra Gini          | Szwajcaria | 1:36,89 |
| 4.      | Nicole Hosp          | Austria    | 1:36,94 |
| 5.      | Michaela Kirchgasser | Austria    | 1:37,16 |
| 6.      | Claire Dautherives   | Francja    | 1:37,32 |

| Pozycja | Zawodnik           | Narodowość | Punkty |
| ------- | ------------------ | ---------- | ------ |
|         | Aksel Lund Svindal | Norwegia   | 11,77  |
|         | Steven Nyman       | USA        | 19,60  |
|         | Alexander Koll     | Austria    | 24,07  |
| 4.      | Peter Strodl       | Niemcy     | 35,40  |
| 5.      | Daniel Albrecht    | Szwajcaria | 36,84  |
| 6.      | Lars Elton Myhre   | Norwegia   | 38,87  |

| Pozycja | Zawodniczka             | Narodowość      | Punkty |
| ------- | ----------------------- | --------------- | ------ |
|         | Julia Mancuso           | USA             | 5,20   |
|         | Tanya Bühler            | Szwajcaria      | 49,40  |
|         | Daniela Müller          | Austria         | 65,15  |
| 4.      | Chemmy Alcott           | Wielka Brytania | 71,84  |
| 5.      | Jessica Lindell-Vikarby | Szwecja         | 83,97  |
| 6.      | Šárka Záhrobská         | Czechy          | 93,31  |

## Klasyfikacja medalowa
| Miejsce | Państwo           |   |   |   | złoto · srebro · brąz |
| ------- | ----------------- | - | - | - | --------------------- |
| 1.      | Stany Zjednoczone | 5 | 2 | 0 | 7                     |
| 2.      | Norwegia          | 1 | 1 | 2 | 4                     |
| 3.      | Niemcy            | 1 | 1 | 0 | 2                     |
| 4.      | Włochy            | 1 | 0 | 0 | 1                     |
|         | Słowacja          | 1 | 0 | 0 | 1                     |
| 6.      | Austria           | 0 | 4 | 3 | 7                     |
| 7.      | Szwajcaria        | 0 | 2 | 1 | 3                     |
| 8.      | Francja           | 0 | 0 | 1 | 1                     |
|         | Kanada            | 0 | 0 | 1 | 1                     |